# Rabina (Nevesinje)
Pour les articles homonymes, voir Rabina.
Rabina (en serbe cyrillique : Рабина) est un village de Bosnie-Herzégovine. Il est situé dans la municipalité de Nevesinje et dans la république serbe de Bosnie. Selon les premiers résultats du recensement bosnien de 2013, il compte 25 habitants.
Avant la guerre de Bosnie-Herzégovine, le village faisait entièrement partie de la municipalité de Nevesinje ; après la guerre, son territoire a été partiellement rattaché à la municipalité de Mostar intégrée dans la fédération de Bosnie-et-Herzégovine.

## Démographie

### Évolution historique de la population dans la localité
| 1948 | 1953 | 1961 | 1971 | 1981 | 1991 | 2013 |
| ---- | ---- | ---- | ---- | ---- | ---- | ---- |
| -    | -    | 590  | 524  | 431  | 376, | 25   |

|  |

### Communauté locale
En 1991, la communauté locale de Rabina comptait 760 habitants, répartis de la manière suivante :